# 小行星2165
小行星2165（2165 Young）是一颗围绕太阳公转的小行星。1956年9月7日，印第安纳大学在摩根县发现了此天体。
該小行星以美國天文學家查爾斯·奧古斯都·揚命名。
这颗小行星的绝对星等为25.04123等。